# Angelo Muzio
Angelo Muzio (Frassineto Po, 3 maggio 1959 – Frassineto Po, 17 gennaio 2017) è stato un politico e sindacalista italiano.

## Biografia
Nato a Frassineto Po il 3 maggio 1959, ha cominciato la sua attività come sindacalista della Confederazione Generale Italiana del Lavoro (CGIL), dal 1980 al 1992 ha fatto parte della segreteria della Camera del Lavoro di Casale Monferrato sotto Bruno Pesce.
Esponente di Rifondazione Comunista vicino alle idee di Lucio Libertini, alle elezioni politiche del 1992 è candidato tra le sue liste, venendo eletto per la prima volta alla Camera dei deputati, dove viene riconfermato nel 1994 e nel 1996.
Nell'ottobre 1998 era tra gli esponenti di Rifondazione che avrebbero voluto salvare il primo governo di Romano Prodi, e così aderisce al neonato Partito dei Comunisti Italiani (PdCI) di Armando Cossutta e Oliviero Diliberto.
Alle elezioni politiche del 2001 è stato candidato al Senato della Repubblica, ed eletto tra le file de L'Ulivo in quota PdCI. Nella XIV legislatura della Repubblica, oltre ad essere componente della 10ª Commissione Industria, commercio, turismo, aderisce al gruppo parlamentare dei Verdi per consentire a loro la costituzione di un gruppo autonomo, e fa parte dell'ufficio di Presidenza del Senato come segretario.
È stato sindaco di Frassineto Po per tre mandati, dal 1995 al 1999, dal 1999 al 2004 e dal 2014 al 17 gennaio 2017. In tale veste ha celebrato le nozze di Oliviero Diliberto e di Nerio Nesi, entrambi esponenti del PdCI. Dal 2004 al 2014, ha ricoperto la carica di vicesindaco.
Negli ultimi anni di vita aderisce al Partito Democratico, di cui è, oltre che segretario cittadino a Casale, anche presidente dell’assemblea e della direzione provinciale. Muore il 17 gennaio 2017 per un malore all'età di 58 anni.